# Thisbe fenestrella
Thisbe fenestrella är en fjärilsart som beskrevs av Percy I. Lathy 1932. Thisbe fenestrella ingår i släktet Thisbe och familjen Riodinidae. Inga underarter finns listade i Catalogue of Life.